# Пасажири (оповідання)
«Пасажири» (англ. Passengers) — оповідання Роберта Сілверберга, вперше опубліковане в антології «Орбіта» в 1968 році. Сілвербергу довелося написати п'ять чорнових варіантів, доки редактор Деймон Найт згодився надрукувати твір.

## Сюжет
Оповідь ведеться про 1987 рік. Три роки як люди на землі підкорилися волі «Пасажирів» — невідчутних створінь які без попереджень оволодівають людським тілом і спричиняють хаос і безлад. На «захоплених» людей не звертають уваги, і коли вони звільняються, неприємний випадок, за суспільною угодою, ігнорується усіма. Коли Пасажир полишає гостьове тіло, особа залишається без будь-якої пам'яті періоду коли вона була під волею Пасажира.
Історія розповідається від чоловіка який прокидається після триденного «захоплення». Незвично, йому вдається згадати що сталось: випадковий статевий акт з жінкою, яка теж була захоплена. Пішовши на прогулянку герой розмірковує чи він робить це зі свого власного бажання, чи частина Пасажира назавжди залишається в людині і непомітно керує. Дійшовши до бібліотеки, він випадково зустрічає ту жінку, якраз кілька годин після того, як Пасажир її залишив. Борючись проти поширеного песимізму світу (люди уникають відносин через те, що кожен може бути захоплений в будь-який момент), він пробує побудувати стосунки з нею. Як тільки він починає завойовувати її довіру, його знову сідлає Пасажир, заводить в сусідній бар, де він зустрічається з іншим чоловіком і покидає бар разом з ним.

## Сприйняття
Твір виграв премію «Неб'юла», і був номінований на нагороду «Г'юґо». Сілверберг вважає що оповідь виграла б і «Г'юґо», так як поступилась твору, який технічно не мав би брати участь у голосуванні, через давнішу дату публікації.
Деякі критики порівнюють твір з оповіданням Семюеля Ділейні «Так, і Гоморра» в тому, що розповідь «екстраполює еротичні звичаї, зокрема випадковий секс з незнайомцями, в близьке майбутнє де така практика стала нормою.» Радіоведучий Джим Фройнд відмітив що історія «вдаряє по чоловічій душі — бажанням відмахнути погану сексуальну поведінку на інші „неконтрольовані“ риси, існування яких всередині нас ми не хочемо визнавати.» З приводу жанру твору Джеймс Бліш написав: «Так як історія уникає будь-якого пояснення свого центрального феномену — то вона неодмінно є фентезі… Можливо це сучасна обстановка, яка спонукає сприймати твір як наукову фантастику.»